# Campaigns and Elections
Campaigns & Elections es una revista estadounidense especializada en campañas políticas, herramientas, tácticas, y técnicas de consultoría política. La revista fue fundada por Stanley Foster Reed en 1980. Tiene su sede en el Condado de Arlington, Virginia.
La revista se publica únicamente en formato digital. Previamente era impresa por la compañía Congressional Quarterly. La publicación tiene un sitio web auxiliar, The Political Pages, un directorio anual de profesionales y empresas políticas. La revista organiza conferencias y eventos centrados en hablar de técnicas y tecnologías enfocadas a campañas políticas. También tiene una versión en español denominada Campaigns & Elections Mexico.
La revista presenta anualmente desde 2009 los Reed awards, un premio otorgado a la excelencia en campañas políticas, administración de campaña, consultoría política, y diseño político.